# Francisco Leopoldo de Austria-Toscana
Francisco Leopoldo de Toscana (15 de diciembre de 1794 - 18 de mayo de 1800), perteneció a la rama Toscana de la Casa de Habsburgo-Lorena, murió en la infancia.

## Vida
Era el segundo vástago y primer varón del Gran Duque Fernando III de Toscana y su esposa la princesa Luisa de Borbón-Dos Sicilias. Debido a que era el hijo mayor, fue durante su corta vida, heredero del Gran Ducado de Toscana. Debido a que su padre también descendía de la casa real Habsburgo-Lorena y tenía el título de archiduque, también la familia Toscana eran considerados miembros de la casa imperial. Por parte de su madre descendía de la Casa de Borbón, en su rama de las Dos Sicilias. Vivió sus primeros años en Florencia.
En 1799, la familia fue exiliada debido a la invasión de Napoleón Bonaparte, trasladándose a Viena. Francisco Leopoldo murió allí, a raíz de una lesión en un accidente de carruaje. Después de su muerte, su hermano menor Leopoldo se convirtió en heredero, sucediendo a su padre como Gran Duque de Toscana en 1824, como Leopoldo II.

## Títulos y tratamientos
| ● 15 de diciembre de 1794-18 de mayo de 1800: | Su alteza imperial y real Francisco Leopoldo de Habsburgo-Lorena, archiduque de Austria, príncipe de Toscana |

- Datos: Q3750159
- Multimedia: Archduke Francesco Leopoldo / Q3750159